# Harvie Krumpet
Harvie Krumpet è un cortometraggio animato realizzato con la tecnica dello stop-motion da Adam Elliot. Ha vinto l'Oscar al miglior cortometraggio d'animazione nel 2004.

## Trama
Questo cortometraggio narra la vita e la storia di Harvek Milos Krumpetzki, personaggio di fantasia nato nel 1922 in Polonia. Harvek è affetto dalla sindrome di Tourette e, durante tutta la sua vita è perseguitato da una serie interminabile di eventi sfortunati (dalla morte dei genitori all'essere colpito da un fulmine); tuttavia mantiene sempre uno straordinario ottimismo ed una gioia di vivere che gli permettono di superare tutte le difficoltà incontrate.
Harvek viene ritirato molto presto dalla scuola locale (dove è vittima di episodi di bullismo) e viene educato dalla madre che, sebbene illetterata, gli insegna i fatti della vita (dove l'ortografia della parola inglese fact viene sistematicamente polonizzata in fakt, che in polacco ha la stessa pronuncia). Harvek continuerà per tutta la vita a raccogliere in un quaderno questa lista di fatti.
Subito dopo l'inizio della seconda guerra mondiale (e la morte per assideramento dei genitori) Harvek si rifugia in Australia, dove viene ribattezzato Harvie Krumpet dall'anagrafe locale. Trova lavoro e si innamora di Valerie (che successivamente sposa), un'infermiera conosciuta all'ospedale dove era ricoverato. Dato che Harvie è sterile i due adottano Ruby, una bambina talidomidica che riescono a far studiare e che diventerà un affermato avvocato per i diritti degli invalidi a New York.
Dopo la morte di Valerie, Harvie, oramai vecchio ed affetto dalla malattia di Alzheimer, si ritira in una casa di riposo dove diventa sempre più depresso finché un incontro con una persona in fin di vita gli ridona il suo peculiare ottimismo.